# Melquíades
Melquíades o Milcíades (África del Norte, ¿?-Roma, 10 u 11 de enero del 314), también conocido como Melquíades el Africano, fue el 32.º obispo de Roma y sucesor de san Pedro, entre 311 y 314. Se lo venera como santo.

## Biografía
Se desconoce el año de su nacimiento, pero se sabe que era originario de África y, según el Liber Pontificalis, ciudadano romano.Aunque el historiador español del siglo XVIII José Antonio Álvarez Baena lo hacía hispano, hijo de padres africanos asentados en Mantua de los Carpetanos, nombre legendario de Madrid en tiempos romanos.
Melquíades y su sucesor, Silvestre I, formaban parte del clero más cercano al papa Marcelino. Según unas cartas del obispo donatista Petiliano de Constantina (escritas a principios del siglo V), Melquiades junto a Silvestre y el propio papa Marcelino entregaron textos sagrados a las autoridades durante la persecución de Diocleciano y ofrecieron incienso a los dioses. Esta afirmación fue desmentida por Agustín de Hipona. 

## Pontificado
En abril del 311, el emperador romano Galerio emitió el Edicto de Tolerancia de Sárdica, poniendo fin oficialmente a la persecución del cristianismo.
La elección y consagración de Melquíades al papado tuvo lugar el 2 de julio del 311, según el Catálogo Liberiano, sucediendo al papa Eusebio, fallecido el 17 de agosto del 310 o 309 según el Liber Pontificalis. Después de su elección, Majencio restauró las propiedades de la Iglesia que habían sido confiscadas durante la persecución de Diocleciano. Esta orden, sin embargo, probablemente no se extendió a todas las partes de la jurisdicción de Majencio.
El Liber Pontificalis, atribuyó la introducción de varias costumbres posteriores a Melquíades, como no ayunar los jueves ni los domingos, aunque los estudios posteriores ahora creen que las costumbres probablemente son anteriores a su pontificado. Melquíades prescribió la distribución de porciones del pan consagrado por el papa en todas las iglesias de Roma, el fermentum, como signo de unidad.
En octubre del 312, Constantino I derrotó a Majencio en la batalla del Puente Milvio para convertirse en emperador. Poco tiempo después, en el 313 en Milán, Constantino proclamó un Edicto con el cual se garantizaba la paz y libertad de la Iglesia. El nuevo emperador obsequió al pontífice el palacio de la emperatriz Fausta, donde se construiría el Palacio de Letrán, la futura residencia papal y sede de la administración central de la Iglesia.
Siendo el primer papa bajo Constantino, su pontificado coincidió con la paz que el emperador otorgó a la Iglesia. En febrero del 313, Constantino y Licinio, emperador de Oriente, acordaron extender la tolerancia del cristianismo al territorio de Licinio, proclamado por el Edicto de Milán. En consecuencia, los cristianos no solo lograron la libertad de culto, sino que también se restauraron todos los lugares de culto y se devolvieron todos los bienes confiscados.

### Concilio de Letrán
Durante el papado de Melquíades, un cisma sobre la elección del obispo Ceciliano dividió la diócesis de Cartago. Los partidos opuestos eran los de Ceciliano, quien fue apoyado por Roma, y Donato, principalmente apoyado por clérigos del norte de África que exigieron que los cismáticos y herejes fueran rebautizados y reordenados antes de asumir el cargo,el tema central que divide Donatistas y católicos. Los partidarios de Donato apelaron a Constantino y solicitaron que se asignaran jueces de la Galia para juzgar. Constantino estuvo de acuerdo y encargó al papa, junto con tres obispos galos, que resolvieran la disputa. Esta fue la primera vez que un emperador interfería en los asuntos de la iglesia. Melquíades, no dispuesto a poner en peligro su relación con el emperador, pero tampoco dispuesto a presidir un concilio con un resultado incierto, cambió los procedimientos en un sínodo eclesiástico regular y nombró a quince obispos italianos adicionales.
El Concilio de Letrán se llevó a cabo durante tres días del 2 al 4 de octubre del 313. El proceso se inspiró en los procedimientos civiles romanos, y Melquíades insistió en reglas estrictas de evidencia y argumento. Esto frustró a los donatistas que abandonaron el consejo sin presentar su caso, lo que llevó al pontífice a fallar por defecto a favor de Ceciliano. Así pues, el Concilio terminó después de sólo tres sesiones. El papa retuvo a Ceciliano como obispo de Cartago y condenó las enseñanzas de Donato sobre el rebautismo de obispos y sacerdotes. Los fallos adversos no lograron detener la continua expansión del donatismo en el norte de África.
Los donatistas volvieron a apelar al emperador, quien respondió convocando el Concilio de Arlés en el 314, pero también falló en contra de los donatistas. Cuando se convocó aquel concilio, Melquíades había muerto el 10 u 11 de enero del 314. Fue sucedido por Silvestre I.
Fue enterrado en la catacumbas de San Calixto.

## Culto
En el siglo IV, su fiesta se celebraba el 10 de enero según el Martyrologium Hieronymianum. En el siglo XIII, la fiesta de san Melquíades (como se le llamaba entonces) fue incluida, con la errónea calificación de "mártir", en el calendario general romano para celebrarse el 10 de diciembre. En 1969, la celebración fue eliminada de ese calendario de celebraciones litúrgicas obligatorias, y trasladada al día de su muerte, el 10 de enero, con su nombre en la forma "Milcíades" pero sin la indicación "mártir".
De él dijo Agustín de Hipona:

"Un verdadero hijo de la paz y un verdadero padre para los cristianos"

Martyrologium Hieronymianum:

En Roma, en el cementerio de Calixto, en la vía Apia, san Melquíades, papa, oriundo de África, que conoció la paz concedida por el emperador Constantino a la Iglesia, pero víctima de los ataques de los donatistas, se distinguió por sus esfuerzos encaminados a obtener la concordia (314).